# Teubern (Adelsgeschlecht)

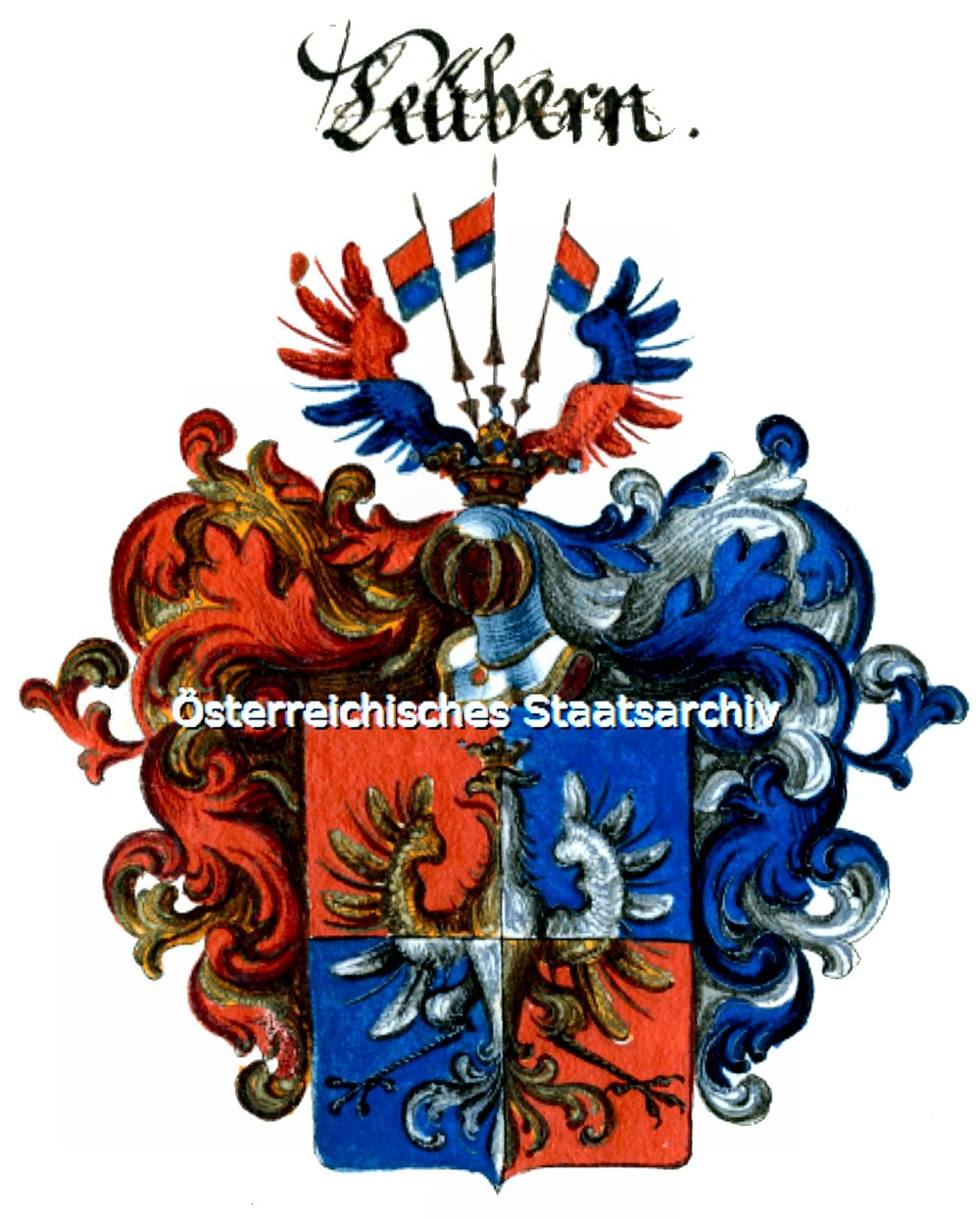
Wappen derer von Teubern (1736)

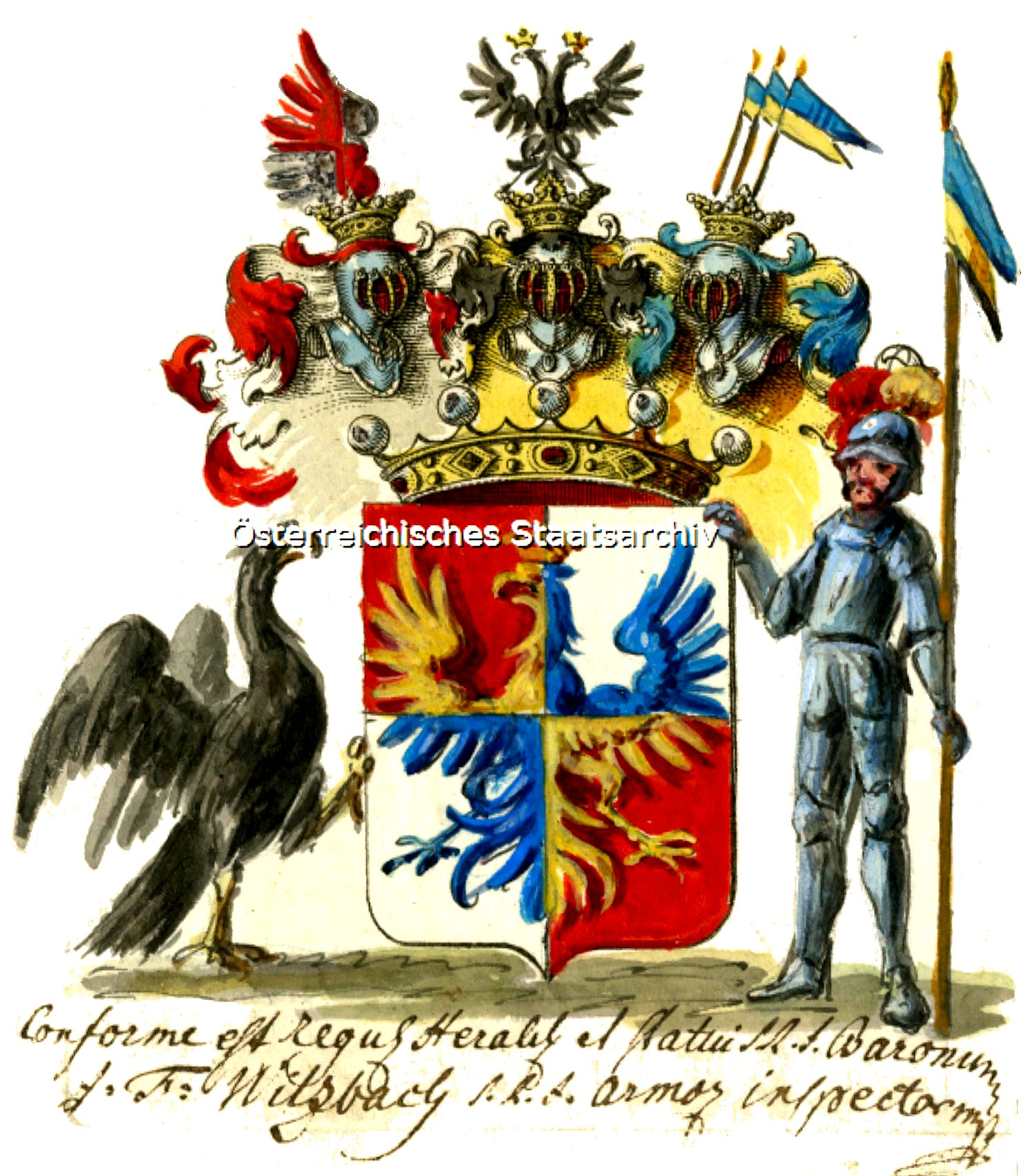
Wappen der Freiherren von Teubern (1806)

Teubern ist der Name eines sächsischen Adelsgeschlechts. Der kurfürstlich-sächsische und königlich-polnische Geheime Kriegsrat Carl Friedrich Teubern wurde am 14. Dezember 1734 von Kaiser Karl VI. geadelt. Am 22. Februar 1736 folgte die Kurfürstlich sächsische Anerkennung durch Reskript. Dessen Enkel Karl Heinrich Ferdinand von Teubern wurde von Kaiser Franz II. am 8. April 1806 in Wien in den Freiherrenstand erhoben.

## Wappen
- Blasonierung des Wappens von 1734: Geviert von Rot und Blau mit einem von Gold und Silber gevierten Adler. Auf dem gekrönten Helm mit rechts rot-goldenen und links blau-silbernen Helmdecken ein offener Flug rot-blau übereck geteilt, dazwischen drei rot-blau geteilte Fähnlein an goldenen Lanzen.
- Blasonierung des Freiherrenwappens von 1806: Geviert von Rot und Silber mit einem von Gold und Blau gevierten Adler. Auf dem Schild eine Freiherrenkrone. Drei gekrönte Helme: I. mit rot-silbernen Decken ein von Rot und Silber gevierter Flug, II. mit schwarz-goldenen Decken ein schwarzer gekrönter Doppeladler, III. mit blau-goldenen Decken drei blau-golden geteilte Fähnlein an silbernen Lanzen. Als Schildhalter rechts ein schwarzer Adler, links ein geharnischter Mann mit einem blau-golden geteilten Banner in der Linken.

## Persönlichkeiten
- Carl Friedrich  von Teubern (* 1682; † 23. Februar 1754 in Dresden), kurfürstlich-sächsischer und königlich-polnischer Wirklicher Geheimer Kriegsrat
- Karl Heinrich Ferdinand (Erster) Reichsfreiherr von Teubern (* 20. Oktober 1775; † 8. September 1834 in Dresden), kurf. sächs. Finanzrat, Präsident d. vorm. App.- Gericht Dresden[1]
- Hermann Freiherr von Teubern (* 29. November 1819 in Dresden; † 18. Juni 1884 Dresden), Regierungsrat d. Königlichen Brand-Versicherungs-Kommission Sachsen[2]
- Hans Carl Freiherr von Teubern (* 11. Mai 1851 in Dresden; † 29. Januar 1916 Dresden) deutscher Jurist[3] und sächsischer Amtshauptmann zu Pirna